# Bjørg Vik
Bjørg Vik (ur. 11 września 1935 w Oslo, zm. 7 stycznia 2018) – norweska pisarka, dramatopisarka, dziennikarka i działaczka feministyczna.
Debiutowała w 1963 zbiorem opowiadań Søndag ettermidag. Tematami jej twórczości są relacje międzyludzkie w związkach i rodzinach oraz sytuacja kobiet we współczesnym świecie. W latach 1973–1983 współtworzyła feministyczny magazyn „Sirene”.

## Twórczość
- Søndag ettermiddag – opowiadania (1963)
- Nødrop fra en myk sofa – opowiadania (1963)
- Ferie – słuchowisko (1967)
- Det grådige hjerte – opowiadania (1968)
- Gråt, elskede mann – powieść (1970)
- Kvinneakvariet – opowiadania (1972)
- To akter for fem kvinner – dramat (1974)
- Hurra, det ble en pike – dramat (1974)
- Fortellinger om frihet – opowiadania (1975)
- Gutten som sådde tiøringen – książka dla dzieci (1975)
- Sorgenfri: fem bilder om kjærlighet – dramat (1978)
- En håndfull lengsel – opowiadania (1979)
- Det trassige håp – powieść (1981)
- Tone-16 – powieść (1981)
- Snart er de høst – opowiadania (1982)
- Fribilett til Soria Moria – dramat (1984)
- En gjemglemt petunia – opowiadania (1985)
- Jorgen Bombasta – książka dla dzieci (1987)
- Små nøkler, store rom – powieść (1988)
- Vinterhagen – dramat (1990)
- Poplene på St. Hanshaugen – powieść (1991)
- Reisen til Venezia – dramat (1992)
- Den lange veien til et annet menneske – opowiadania (1993)
- Elsi lund – powieść (1994)
- Gatenes magi – opowiadania (1996)
- Roser i et sprukket krus – powieść (1998)
- Alt kvinner tilgir – dramat (1999)
- Salong Savatustra – dramat (2001)
- Forheldene tatt i betrakting – opowiadania (2002)
- Søndag ettermidag – dramat (2003) na motywach zbioru opowiadań
- Sensommer – wybór opowiadań (2005)

## Polskie ekranizacje
W Polsce zekranizowano dramat Podróż do Wenecji (Reisen til Venezia) w przekładzie Haliny Thylwe. Premiera spektaklu w Teatrze Telewizji, w reżyserii Janusza Majewskiego odbyła się 9 czerwca 1997. Wystąpili: Danuta Szaflarska (Edith), Igor Przegodzki (Oskar), Elżbieta Zającówna (Viviann), Wiktor Zborowski (Kristoffer).